# Мюррей, Джудит Сарджент
Джудит Сарджент Мюррей (англ. Judith Sargent Murray; 1751 — 1820) — одна из первых американских защитниц прав женщин, эссеист, драматург, поэтесса, известна своими письмами. Она была одной из первых американских сторонниц идеи равенства полов, то есть, что женщины, как и мужчины имеют одинаковые возможности для интеллектуальных свершений, а также должны быть в состоянии достичь экономической независимости.
Её примечательное эссе «О равенстве полов» было опубликовано в журнале Massachusetts Magazine в марте и апреле 1790 года, предваряя труд Мэри Уолстонкрафт «В защиту прав женщин», которое было опубликовано в Британии в 1792 году и в Филадельфии в 1794.

## Биография
Джудит Сарджент Мюррей родилась в 1751 году в семье купцов-судовладельцев. Была старшей из восьми детей. Получила разностороннее образование, училась у наставника брата. Изучала историю, философию, географию и литературу. В 1769 году вышла замуж за капитана корабля и торговца Джона Стивенса; у них не было детей.

## Избранные произведения
Ниже неполный список работ собранных обществом Judith Sargent Murray Society

### Книги
- Some Deductions from the System Promulgated in the Page of Divine Revelation: Ranged in the Order and Form of a Catechism Intended as an Assistant to the Christian Parent or Teacher published anonymously (1782)
- The Gleaner: A Miscellaneous Production (1798)
- Life of the Rev. John Murray (1816—Judith Sargent Murray was the editor and author of the «continuation»)

### Эссе
- A Universalist Catechism (1782)
- Desultory Thoughts upon the Utility of Encouraging a Degree of Self-Complacency, Especially in Female Bosoms (1784)
- On the Equality of the Sexes (1790)
- On the Domestic Education of Children (1790)
- The Gleaner (1792-94)
- The Repository (1792-94)
- The Reaper (1794)

### Стихи
- A Rebus (1803)
- An Hypothesis (1808)
- Apology for an Epilogue (1790)
- Birth-day Invitation (1803)

### Пьесы
- The Medium, or Happy Tea-Party (позднее переименованная в The Medium, or Virtue Triumphant) (1795)
- The Traveller Returned (1796)
- The African (1798)